# 峨眉柳叶蕨
峨眉柳叶蕨（学名：Cyrtogonellum omeiense）为鳞毛蕨科柳叶蕨属下的一个种。

## 扩展阅读
- 維基物種上的相關：峨眉柳叶蕨